# 內子線
內子線（日语：／ Uchiko sen */?）是一條由四國旅客鐵道（JR四國）營運的鐵道路線。全路段皆位於愛媛縣境內，是連接大洲市的新谷站至喜多郡內子町的內子站為止的鐵道路線。根據日本國有鐵道年代時的制定，本線定位為地方交通線，且為JR集團營運中最短的地方交通線。路線代碼為「U」。
狹義上和官方正式的定義上，內子線只應包涵上述所指定的區間，但廣義上，例如平常的一般使用，以及JR四國於2008年為車站編排車站編號時，「內子線」已經涵蓋了兩邊接駁的予讚線支線。也就是現時特急列車「宇和海」由向井原站至伊予大洲站所行駛的路段。

## 路線概要
內子線本為予讚本線中的一條盲腸線，路軌當下行至五郎站後，另向東面伸延一條支線至內子。後來國鐵打算將路線變為能供特急列車使用的短距離替代路線，稱為「內山線」，它既能節省時間，又能縮短營業距程，間接令票價有下調的空間。及後選定以向井原站為起點，接駁至內子站，沿原有路線至新谷站後，改接駁至伊予大洲站。
不過工程開展後，遇上了國鐵陷入了財政危機，要靠國鐵再建法受保護，很多已動工的工程都因為被評為客量不足而要停工。幸而經計算後，推斷內山線完工後的預計運輸密度為每公里6500人，符合國鐵再建法中有關興建新線的運輸密度指標，因而成為少數能獲准復建的地方路線之一。

## 路線資料
- 管轄（事業類別）：四國旅客鐵道（第一種鐵道事業者）
- 路線距離（營業距離）：5.3公里
- 軌距：1067毫米
- 站數：4個（包括起終點站）
  - 包括起終點站的所有車站都屬於內子線[1]。
- 複線路段：沒有（全線單線）
- 電氣化路段：沒有（全線非電氣化（日语：非電化））
- 閉塞方式：單線自動閉塞式
- 最高速度：110公里/小時

## 運行狀態
每天共開出上行13班、下行12班普通列車班次，平均約1-1½小時開出一班。上行總站主要為松山站和伊予市站；下行總站方面，早上及中午班次以八幡濱站為主，下午及晚上則以伊予大洲站為主。每晚有1個班次是延伸至宇和島站。行經內子線的列車，目的地顯示牌上會標示“內子經由”，以白底黑字標示。
另外內子站為特急列車停車站，每天上下行共有30班「宇和海」及3班「潮風」列車停站。

## 車站列表
- 普通列車停靠所有車站。特急列車停靠站參見「宇和海」列車條目。另外，普通與特急所有列車直通至予讚線伊予市站方向與伊予大洲站方向。
- 所有車站都位於愛媛縣內

| 車站編號 | 中文站名 | 日文站名 | 英文站名 | 站間營業距離 | 累計營業距離 | 接續路線                         | 所在地       |
| -------- | -------- | -------- | -------- | ------------ | ------------ | -------------------------------- | ------------ |
| U13      | 新谷     |          |          | -            | 0.0          | 四國旅客鐵道：予讚線（直通運行） | 大洲市       |
| U12      | 喜多山   |          |          | 1.2          | 1.2          |                                  | 大洲市       |
| U11      | 五十崎   |          |          | 2.5          | 3.7          |                                  | 喜多郡內子町 |
| U10      | 內子     |          |          | 1.6          | 5.3          | 四國旅客鐵道：予讚線（直通運行） | 喜多郡內子町 |

廢除路段（路線改道後的舊線，1986年3月3日廢除）
五郎站－新谷站